# Carga por inducción

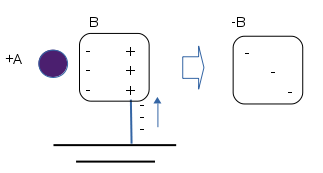
Si acercamos un cuerpo A cargado, por ejemplo positivamente, a un conductor neutro, sus electrones libres serán atraídos cerca de A, formando una región cargada negativamente. Conectamos el metal con la tierra usando un cable conductor: los electrones libres de la tierra serán atraídos por la carga positiva del metal B y se incorporaran a éste. Si después retiramos el cable, el metal quedará con una carga neta negativa distribuida por todo su volumen.

Existe electrización o carga  por inducción cuando un cuerpo con carga eléctrica se aproxima a otro neutro causando una redistribución en las cargas de este último debido a la repulsión generada por las cargas del material cargado, y también se origina cuando las cargas de un cuerpo neutro se reordenan al estar en las cercanías de un cuerpo cargado.
Para completar el proceso de carga por inducción se debe conectar brevemente el objeto a "tierra" y luego retirar el cuerpo cargado.
La inducción es un proceso de carga de un objeto sin contacto directo. 
Un cuerpo cargado eléctricamente puede atraer a otro cuerpo que está neutro. Cuando se acerca un cuerpo electrizado a un cuerpo neutro, se establece una interacción eléctrica entre las cargas del primero y las del cuerpo neutro. 
Como resultado de esta interacción, la distribución inicial se altera: el cuerpo electrizado provoca el desplazamiento de los electrones libres del cuerpo neutro. 
En este proceso de redistribución de cargas, la carga neta inicial no ha variado en el cuerpo neutro, pero en algunas zonas se carga positivamente y en otras negativamente. 
Se dice que aparecen cargas eléctricas inducidas. Entonces el cuerpo electrizado, denominado inductor, induce una carga con signo contrario en el cuerpo neutro y por lo tanto lo atrae. 
El diagrama muestra el procedimiento para electrificar un cuerpo por inducción. Es importante tener en cuenta que la carga obtenida por este método es de signo opuesto a la carga del inductor. 
Por ejemplo, cuando cargas un globo al frotarlo con tu cabello y lo acercas a pequeños papelitos y estos son atraídos por el globo, al frotar el globo en tu cabello se carga de electrones y al acercarlo con los papelitos estos son atraídos por él.